# 楓橋夜泊
『楓橋夜泊』（ふうきょうやはく）は、唐の詩人・張継が詠んだ七言絶句。張継の唯一の代表作であり、孤独な旅愁を詠んだ名作として古くから日本で最もよく知られた漢詩の一つとなっている。

## 本文
| 楓橋夜泊       | 楓橋夜泊                                                          | 楓橋夜泊                                                                       |
| -------------- | ----------------------------------------------------------------- | ------------------------------------------------------------------------------ |
| 月落烏啼霜滿天 | 月落ち 烏啼いて 霜 天に満つ つきおち からすないて しも てんにみつ | 月が沈み、からすが鳴いて、冷たい霜の気配が暗い夜空に満ちわたる                 |
| 江楓漁火對愁眠 | 江楓 漁火 愁眠に対す こうふう ぎょか しゅうみんにたいす           | 川べりの紅葉した楓樹（もみじ）、漁船のいさり火が、旅愁に寝つけぬ私の目にうつる |
| 姑蘇城外寒山寺 | 姑蘇城外の寒山寺 こそじょうがいのかんざんじ                       | 姑蘇城外の寒山寺から                                                           |
| 夜半鐘聲到客船 | 夜半の鐘声 客船に到る やはんのしょうせい かくせんにいたる         | 夜半を告げる鐘の音が、この旅する舟のなかにまで聞こえてきた。                   |

平声の「天」「眠」「船」で押韻する。

## 解釈
旅のさなか蘇州の水路にかかる楓橋のたもとで船中泊した作者が、夜半に鐘の音を聞き、郷愁でなかなか寝付けない秋の夜長を嘆く詩である。
詩題

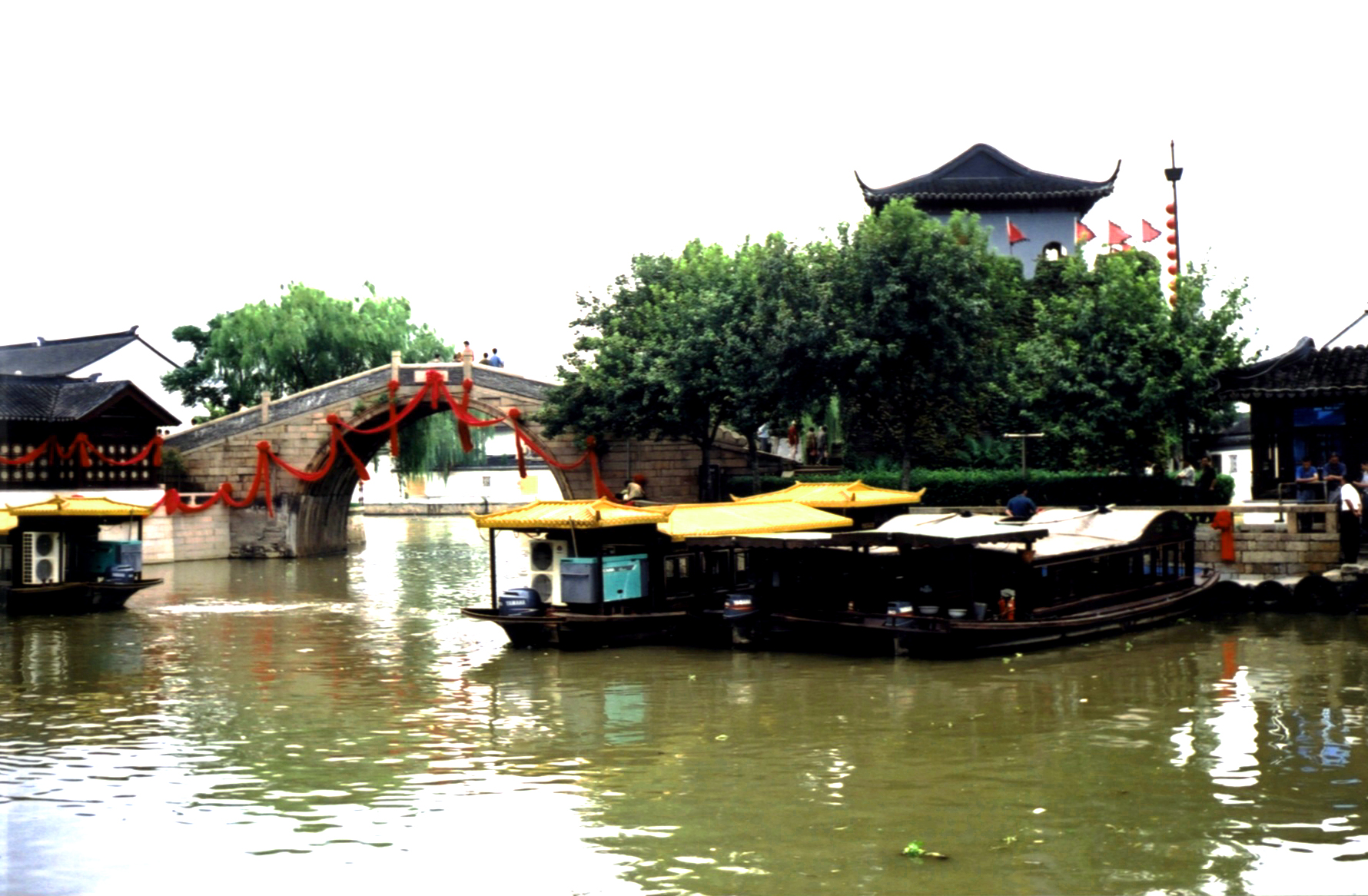
現在の楓橋

- 「楓橋」 - 現在の江蘇省蘇州の西郊にある石橋[4]。大運河へ接続する水路のひとつにかかる[8]長さ30メートルほとの太鼓橋であり[9]、当時は往来の要衝だった[3]。元は封橋という名だったが、この詩が広く知られたことにより楓橋と呼ばれるようになったと伝わる[4]。宋代の周遵道『豹隠紀談』には、北宋の王郇公（王珪）が詩碑へこの詩を書すにあたり「江村」を「江楓」と書き誤り、それ以降「楓橋」の名が通るようになったとある[10]。この詩と杜牧『懷呉中馮秀才』（呉中の馮秀才を憶う）により楓橋は蘇州近辺で最も著名な橋となった[8]。
- 「夜泊」 - 夜間、岸に寄せた船の中で泊まること[11]。江南は水路が発達しているため移動に船を雇うことが多いが[9]、当時は治安上の理由から夜間は城門・坊門が閉ざされ市街に入れないため[12]、郊外の水路に停泊させた船内で泊まることになる[12]。

起句
- 「月落」 - 月が沈むこと[11]。
- 「烏啼」 - カラスが鳴くこと[11]。烏啼を、楓橋の南西にある山（烏啼山）とする説もあるが[11]、この詩が有名になってから名付けられたものに過ぎない[13][14]。烏鵲（うじゃく）がカササギを指すことから「烏」をカササギとする解釈もある[10]。
- 「霜滿天」 - 霜の降りるような寒気[11]、モヤのような霜の気配が天に満ちること[12]。当時の中国では、霜や雪を司る秋の女神の青霄玉女（せいしょうぎょくじょ、青女）が天から霜を降らせると考えられていた[12]。

承句

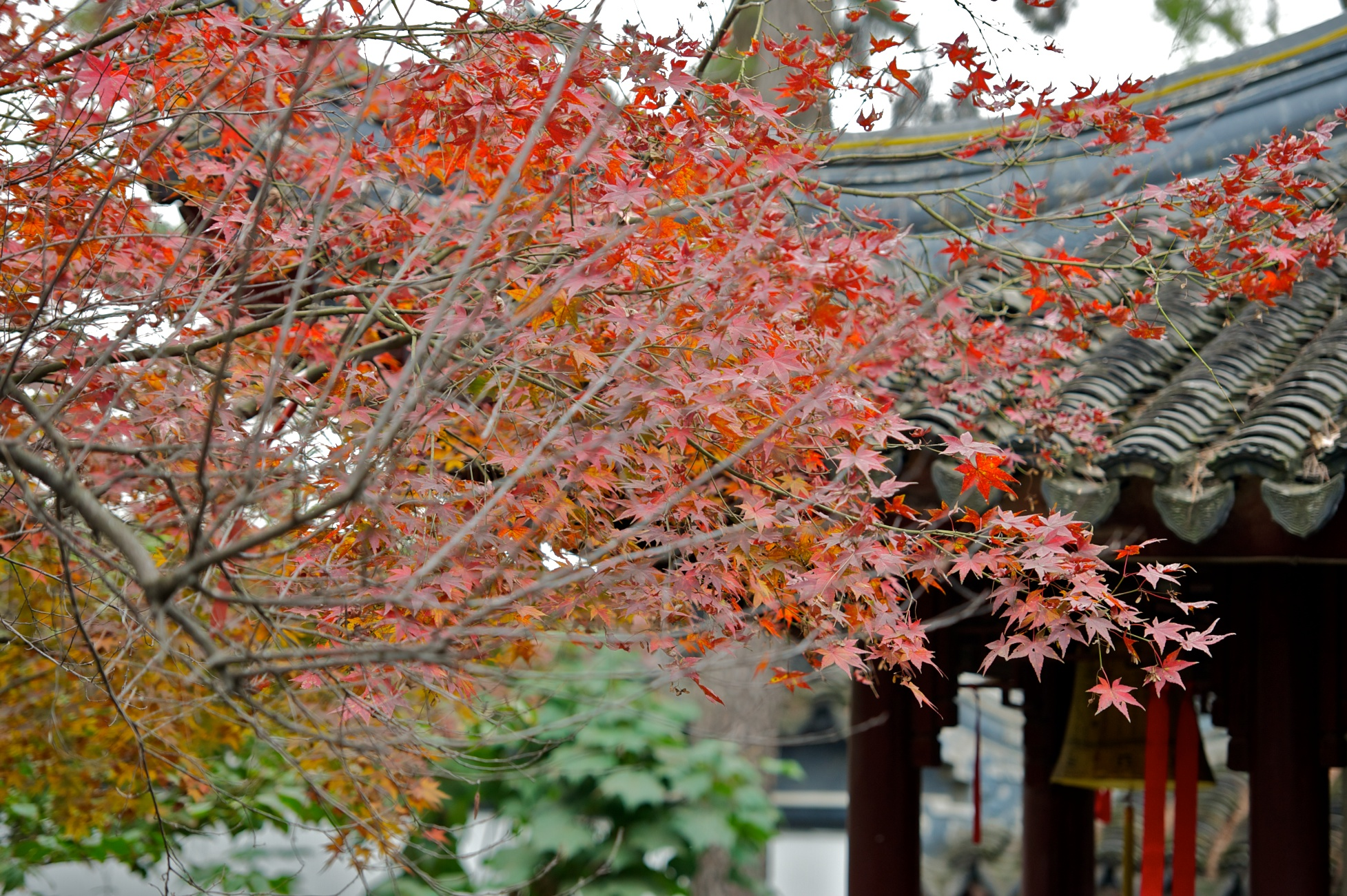
寒山寺の楓樹

- 「江楓」 - 川辺の鮮やかに紅葉した楓樹[11]。楓樹（楓香樹、マンサク科[15]）は揚子江沿岸や江南に特有の植物であり[16]、葉の形は似ているが日本で見られるカエデ（カエデ科）とは別物である[15]。詩句としては哀愁を誘うニュアンスを伴なう[17]。
- 「漁火」 - 漁船が魚を誘うためのいさり火[11]。
- 「愁眠」 - 横臥しながら[18]旅愁に沈みつつ[14]まどろむこと[11]。一説には山（愁眠山）の名とする[11]。

転句

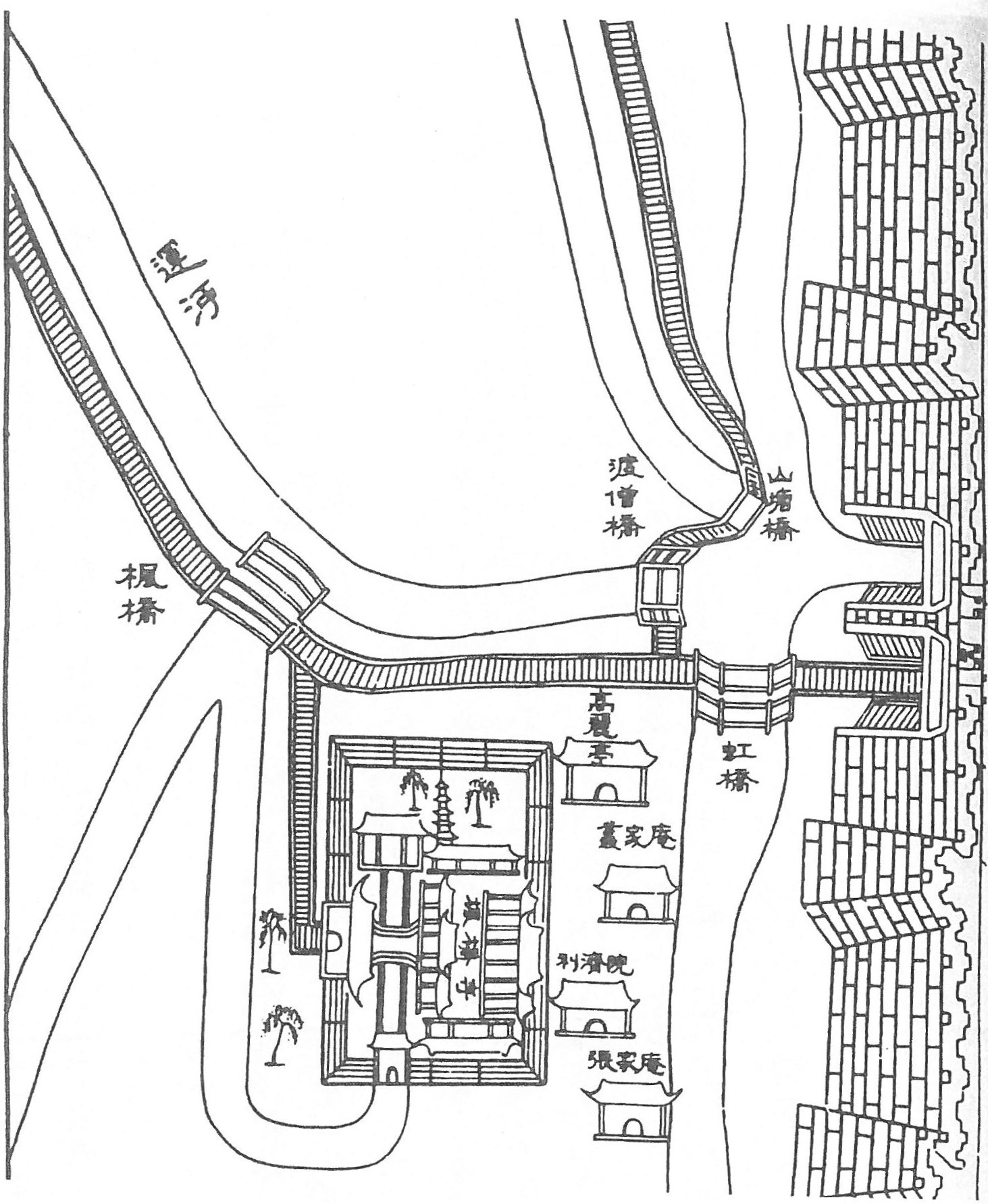
南宋『平江図』に描かれた楓橋と楓橋寺（寒山寺）の位置関係。右手の城壁の先が蘇州市街。

- 「姑蘇」 - 蘇州の古称[3]、雅名[19]。西南郊外の姑蘇山は春秋時代後期に呉王闔閭が「姑蘇台」という壮大な離宮を築き夫差がそれを拡張した旧跡であり[19]、陳を平定した隋はそれにちなんで「呉郡」を「蘇州」に改めた[20]。「姑蘇」（gūsū）と下の「寒山」（hánshān）は共に畳韻で応じ合っている[20]。
- 「城外」 - 町外れ[6]。
- 「寒山寺」 - 楓橋の東南200メートルほどにある寺院[8]。唐代に詩僧の寒山・拾得が住んだことからこの名がついたと伝わる[20]。

結句
- 「夜半鐘声」 - 夜中に打つ鐘の音[20]、いわゆる分夜鐘（ぶんやしょう）[5]、無常鐘（むじょうしょう）[21]。当時は夜中に鐘を打つ風習があった[20]。「半夜」とするテキストもあるが「夜半」と同意である[19]。
- 「客船」 - 旅人が乗る舟[22]。

起句は半醒半睡（夢うつつ）のなか視覚・聴覚・触覚で感じる寒々とした夜明けの気配を表現し、承句では視線が上方から水平方向へと転じて夜の暗闇に浮かぶ楓樹と漁火の暖かい赤色を描き出す。楓樹も漁火も、水郷地帯である江南らしい美しい夜景の表現である。そして転句で寒山寺という具体名を出し、まどろみからふと我に返る感じとなる。「寒山寺」という秋の寒々しい語感も旅愁を引き立てる。結句で深夜の静寂を破る鐘の音を詠み、これにより夜のしじまの静けさがむしろ強調される。詩は寒山寺の形影について直接の描写をせずに終わるが、これはいわば「借声伝影」（音を借りて姿を伝える）の手法であり、ただ鐘の音があることで読者の想像力はかき立てられ、各々の脳裏に浮かぶ寒山寺の夜景を深く味わうことになる。
この詩は多くの人々に愛唱されてきた長い享受史を持つことから、以下のように様々な角度より多くの論争を生んできた。

### 夜半鐘声
北宋の欧陽脩は詩の中に虚構を交えてはならないと考えるリアリズムの詩人であり、『六一詩話』でこの詩の「夜半の鐘声」という句を取り上げ、「いかに好句であろうと人々が寝静まった真夜中に鐘を打つというあり得ない場面を創作するのは「語病」（ごへい、言葉の用法上よろしくないこと）だ」と嘲った。欧陽脩のこの論難は、後代まで多くの文人を巻き込んだ喧々諤々の一大論争に発展した。欧陽脩に対する反駁はだいたい次の3点にまとめられる。
- 「唐代には（蘇州だけでなく各地で）夜中に鐘を鳴らす風習が実際にあった」 - この論拠はだいたい次の4点にまとめられる[27]。
  1. 張継の他にも夜半の鐘を詠んだ唐詩はいくつもある。これは特に宋代の数々の詩話が論じており[26]、実例として北宋の王直方は于鵠『送宮人入道』（宮人の道に入るを送る）、白楽天『宿藍渓対月』（藍渓に宿りて月に対す）、温庭筠『盤石寺留別成公』（盤石寺にて成公と留別す）の3つを挙げ[26]、南宋の陳巌肖はさらに皇甫冉『秋夜宿厳維宅』（秋夜厳維の宅に宿る）、陳羽『梓州与温商夜別』（梓州にて温商と夜別す）の2つを挙げ[28]、同じく南宋の陸游はさらに于鄴『褒中即事』を挙げた[29]。
  2. 南宋の陸游『宿楓橋』（楓橋に宿る）に「七年至らず楓橋寺 客枕依然たり半夜の鐘」という一節があり、当時の楓橋での夜半の鐘を詠っている[28]。同じく南宋の陳巌肖『唐渓詩話』および葉夢得『石林詩話』は、蘇州で夜半の鐘を聞いた体験談を記している[28]。
  3. 『南史』文学伝は、南斉・南梁の丘仲孚（呉興烏程の出身）が若いころ夜半の鐘が鳴るまで勉学に励んだ逸話を記している[28]。
  4. 『三体詩』所収の李洞『送三蔵帰西域』（三蔵の西域に帰るを送る）に「月は落つ長安半夜の鐘」という一節があるなど、唐代には長安をはじめ蘇州、梓州、会稽、褒中（陝西省漢中県・勉県）、藍渓（陝西省藍田県）、緱山（河南省）など各地で夜半に鐘を打つ風習があったと認められる[30]。（欧陽脩の頃には蘇州一帯を除き廃れたのであろう[30]。）
- 「詩は醸し出すイメージが第一であり、事実関係の正否は些末な問題だ」 - 明代の胡応麟『詩藪』ほか[26]。
- 「暁天の鐘があまりに早く鳴ったことを怨んだ比喩的表現である」 - 元代の釈円至による『三体詩』の註ほか[30]。

今日ではこの議論は、欧陽脩の軽率な誤解として決着している。
かように唐代に「夜半の鐘」を詠んだ詩はいくつかあるが、現代の劉学鍇は「（夜半の鐘）を詩歌のなかに詠みこみ、詩境の点眼（ポイント）にしあげたのは、張継の創造である。 … （同時期・以降のその他の詩人は）もはや張継の水準には達していない」と評した。

### 時系列
この詩は結句（夜半鐘声）が夜中の情景を描いている一方で、起句（月落烏啼霜満天）が明け方を仄めかしているようにも読めるため、起句から結句に至る時系列をどう解釈したらよいかという議論を生んでいる。こうした時系列の解釈はだいたい次の4説に分けられる。
- 【 A 】 起句で明け方の実景を述べ、承句以降で昨夜来の情景を回想している（いわゆる倒装句法）[30]。
- 【 B 】 全編にわたり明け方の情景を述べている[30]。
- 【 C 】 全編にわたり夜半の情景を述べている[30]。
  - 【 C-1 】 起句で示した状況からもう明け方かと思いきや、承句以下で実はまだ夜中と分かった感慨を述べている[32]。
  - 【 C-2 】 その場の情景を起句から転句まで順に述べている[31]。
- 【 D 】 起句から転句までは明け方の実景を述べ、結句で昨夜の情景を回想している（これも倒装句法）[31]。

現代の通釈ではC説のどちらかを採るケースが殆どである。確かに、詩句として用いられれる「月落」「烏啼」はいずれも夜明けを連想させるキーワードではあるが、現実として陰暦七日頃より前の上弦の月は夜明けを待たず沈むし、六朝時代から『烏夜啼』という楽府題があるように烏は夜に鳴くこともある。C-1説はそれを踏まえて、「もう夜明けと思ったが、まだ夜半だったか」（疑問の喚起と解消）という文脈的な妙味を解釈に取り入れている。
A説は、釈円至による『三体詩』の註にあったことから日本では最も古くより見られるもので、江戸時代の学者の戸崎允明は『唐詩選箋註』でこの詩を「暁景、則ち眠覺後の所見を寫す。倒装の法、変化極まりなし」とA説に拠って絶賛している。中国でも明代・清代の学者にはA説に賛同する者が多かった。

### 江楓/江村
比較的早い時期のテキストでは承句の「江楓」を「江村」と作っているものがある。例えば北宋初期の『文苑英華』巻二九二（宋版）、南宋の龔明之『中呉紀聞』巻一、同じく南宋の洪邁『万首唐人絶句』がそうであり、日本の謡曲の『三井寺』と『道成寺』がいずれも「江村」としてこの詩を引用しているのはそうした古いテキストに基づいているのであろう。寒山寺に今ある詩碑を清末に書した兪樾は、碑陰（詩碑の裏面）に「江楓漁火という四字は、少しく疑わしい。宋の龔明之の中呉紀聞に引用してあるのは江村漁火となっていて、宋本は貴ぶべきである。この詩は、宋の王郇公が書して石に刻したものが亡び、明の文徴明の書いた碑文も摩滅しかけて、江の下の字がよく読めない。自分は姑（しば）らく通行の本に従って江楓と書いて置くが、古本の江村が正しいのではないか」と記し、「因りて一詩を作る」と詠んだ七絶を「千金の一字是れ江村」と結ぶことで、「江村」こそ相応しいと力説した。
とはいえ、張継の存命中に高仲武が編んだ『中興間気集』巻下（本作が現れる最古のテキスト）では「江楓」と作っており、張継のオリジナルが「江村」だったかは疑問が残る。ほか、北宋の王安石が編んだ『（王荊公）唐百家詩選』巻九（南宋初期刻本）、南宋初期の計有功『唐詩紀事』巻二十五、南宋の范成大『呉郡志』巻三十三などはいずれも「江楓」としている。

### 寒山寺
通釈では日本・中国問わず「寒山寺」を固有名詞として訳すことが殆どだが、張継の時代にその名が用いられていたかは疑わしい。論拠は次の通り。
- 張継の経歴や彼の他作品を勘案すると、『楓橋夜泊』が詠まれたのは760年前後と推測される[39]。
- 姚広孝『寒山寺重興記』によると、寒山子がこの地で草庵を結んだのは、それより半世紀も時代が下る元和年間（806年 - 820年）である[38]。
- 同じく『寒山寺重興記』によると、寒山子が天台山の寒巌に赴いて隠棲したのを知った希遷禅師が寒山子とのかつてのゆかりを記念して寺院を建て寒山寺としたとあるが[40]、希遷禅師が没したのは790年であり、存命中に寒山子はまだ蘇州へ来てすらいない[41]。
- 唐代はおろか宋代に至っても「寒山寺」という寺院名を記した文献は見当たらず、せいぜい明代の盧熊『蘇州府志』（14世紀）に見られて以降のものである[42]。

このように時系列で考証した場合、張継の時代に「寒山寺」という寺があったとするといろいろ矛盾がある。これを解決するものとして現代の三沢玲爾と楊明が示した説は大まかに次のようになる。すなわち「寒山寺」という名は早くとも南宋以降のものであり、それ以前は妙利普明塔院・普明禅院・楓橋寺などと呼ばれていた。最古のテキストにあたる『中興間気集』では詩題が『夜泊松江』（夜 松江に泊す）であり、欧陽脩『六一詩話』で転句を「姑蘇台下寒山寺」としているところから、張継は蘇州西南の松江に船泊まりし、太湖にほど近い何らかの山寺の鐘を聞いたのだろう。「寒山寺」を固有名詞と思い込んだ後世の人は楓橋寺（山寺ではなく水辺の寺）がそれだと考え、蘇州にゆかりがあり字面も一致する寒山子にこじつけたのであろうと。
「寒山寺」が固有名詞でない場合、転句と結句を対句仕立てとみなすならば「山寺寒し」と読むことになる。「寒山（晩秋の寒々とした山）の寺」と読むならば、中唐の韋応物『恒粲に寄す』の「独り秋草の径（こみち）を尋ね 夜 寒山の寺に宿る」と同じ用法ということになる。

## 制作
753年に進士に合格した張継だが、2年後の755年に安史の乱が起こると南へ避難し、長江と淮河の間、越州（紹興）・杭州・蘇州・潤州（鎮江）などを無官のまま十年間ほど漂泊した。蘇州の閶門あたりの風景を詠じた『閶門即事』は760年の作と伝わることから『楓橋夜泊』も同時期の作と推測され、大運河を船で旅するなか蘇州で一夜、船泊りした時に詠んだものであろう。
以下の『再宿楓橋』（再び楓橋に宿る）は、張継が後年に蘇州を再訪した際に詠んだとされることもあるが、実際は宋代の孫覿が詠んだものである。
| 再宿楓橋       | 再宿楓橋                                                              | 再宿楓橋                                   |
| -------------- | --------------------------------------------------------------------- | ------------------------------------------ |
| 白頭重來一夢中 | 白頭 重ねて来たる 一夢の中 はくとう かさねてきたる いちむのなか       | 白髪の歳になり、夢の中でまた楓橋を訪れた   |
| 青山不改舊時容 | 青山 改めず 旧時の容 せいざん あらためず きゅうじのすがた             | 山々のたたずまいは、昔のままではないか     |
| 烏啼月落寒山寺 | 烏啼き 月落つ 寒山寺 からすなき つきおつ かんざんじ                   | 烏が鳴き、月が沈む寒山寺                   |
| 欹枕猶聴半夜鍾 | 枕を欹てて 猶ほ聴く 半夜の鐘 まくらをそばだてて なおきく はんやのかね | 夢枕の中、耳をそばだてて再び夜半の鍾を聞く |

## 評価

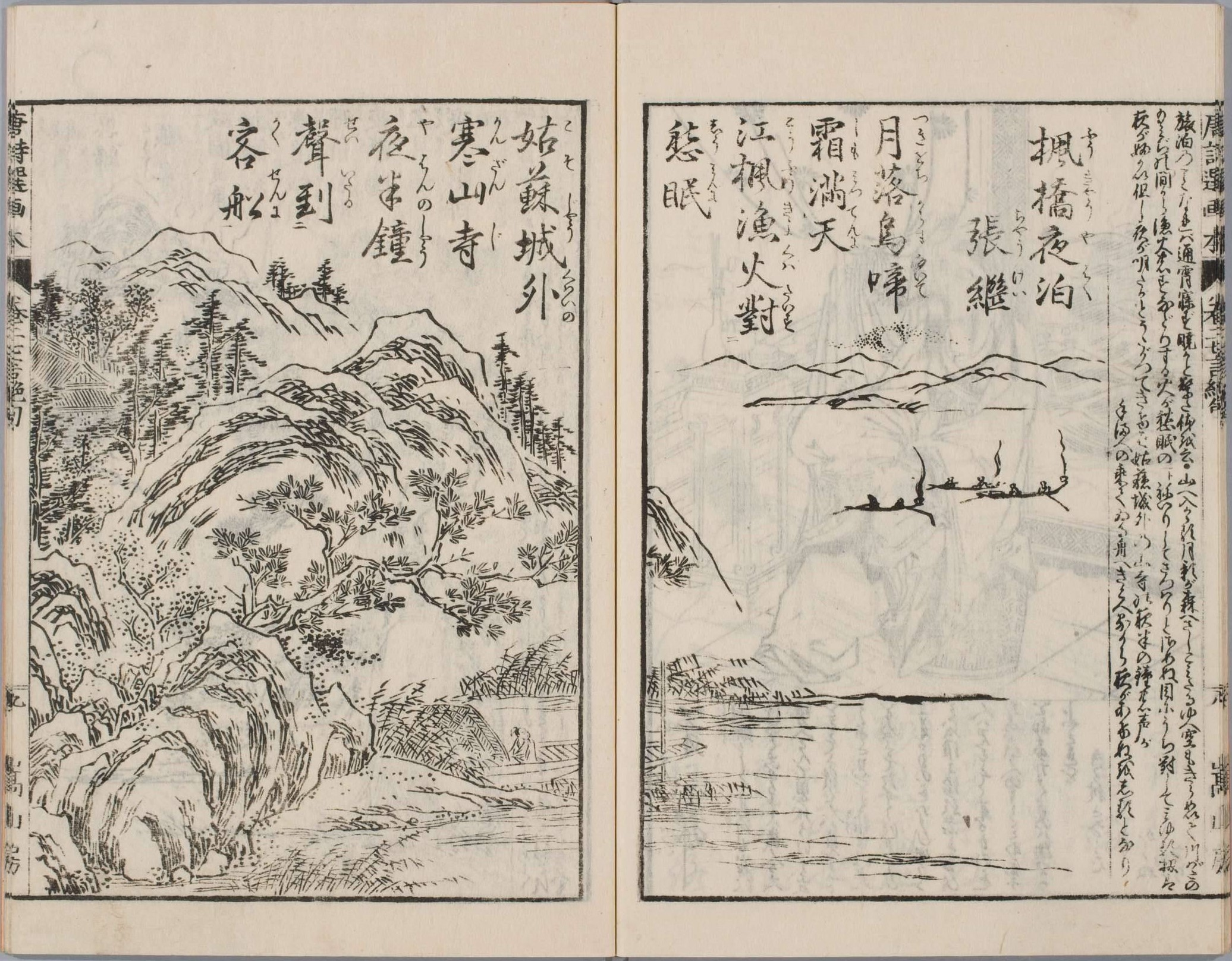
『唐詩選画本』より

高級地方官僚として世を去った張継は、詩作において『張祠部詩集』一巻・四十七首が残るが、実際のところこの『楓橋夜泊』ただ一首をもって中国詩史に大きな足跡を残したといえる。

## 影響

### 中国
『楓橋夜泊』は、高仲武が粛宗・代宗期の秀作を集め張継の存命中に刊行した『中興間気集』巻下に早くも収録され、北宋の『文苑英華』や王安石が編んだ『唐百家詩選』にも収録された。以降も、『千家詩』、『唐詩三百首』、『千首唐人絶句』、『唐詩鑒賞辞典』など殆どの唐詩選本や唐詩鑑賞の本に収録される作品となった。
南宋の陸游は虁州（四川省）通判として赴任するにあたり1170年に蘇州へ立ち寄り、その時のことを『入蜀記』巻一で「楓橋寺の前に宿る、唐人の所謂『半夜の鐘声 客船に到る』者なり」と記した。そして以下の『宿楓橋』（楓橋に宿る）を詠んだ。
| 宿楓橋         | 宿楓橋                                                                 | 宿楓橋                                               |
| -------------- | ---------------------------------------------------------------------- | ---------------------------------------------------- |
| 七年不到楓橋寺 | 七年 到らず 楓橋の寺 しちねん いたらず ふうきょうのてら                | 七年ぶりに来た楓橋寺（寒山寺）                       |
| 客枕依然半夜鐘 | 客枕 依然たり 半夜の鐘 かくちん いぜんたり はんやのかね                | 旅寝の枕に聞こえてくる夜半の鐘の音は、昔と変わらない |
| 風月未須輕感慨 | 風月 軽がろしく感慨すべからず ふうげつ かろがろしく かんがいすべからず | 趣のある情景であるが、うかと感じ入っていはいられない |
| 巴山此去尚千重 | 巴の山 此を去ること 尚千重 はのやま ここをさること なおせんちょう      | 巴の山々まで、まだ千重の道のりがあるのだ             |

明代の姚広孝は『寒山寺重興記』でこう記した。

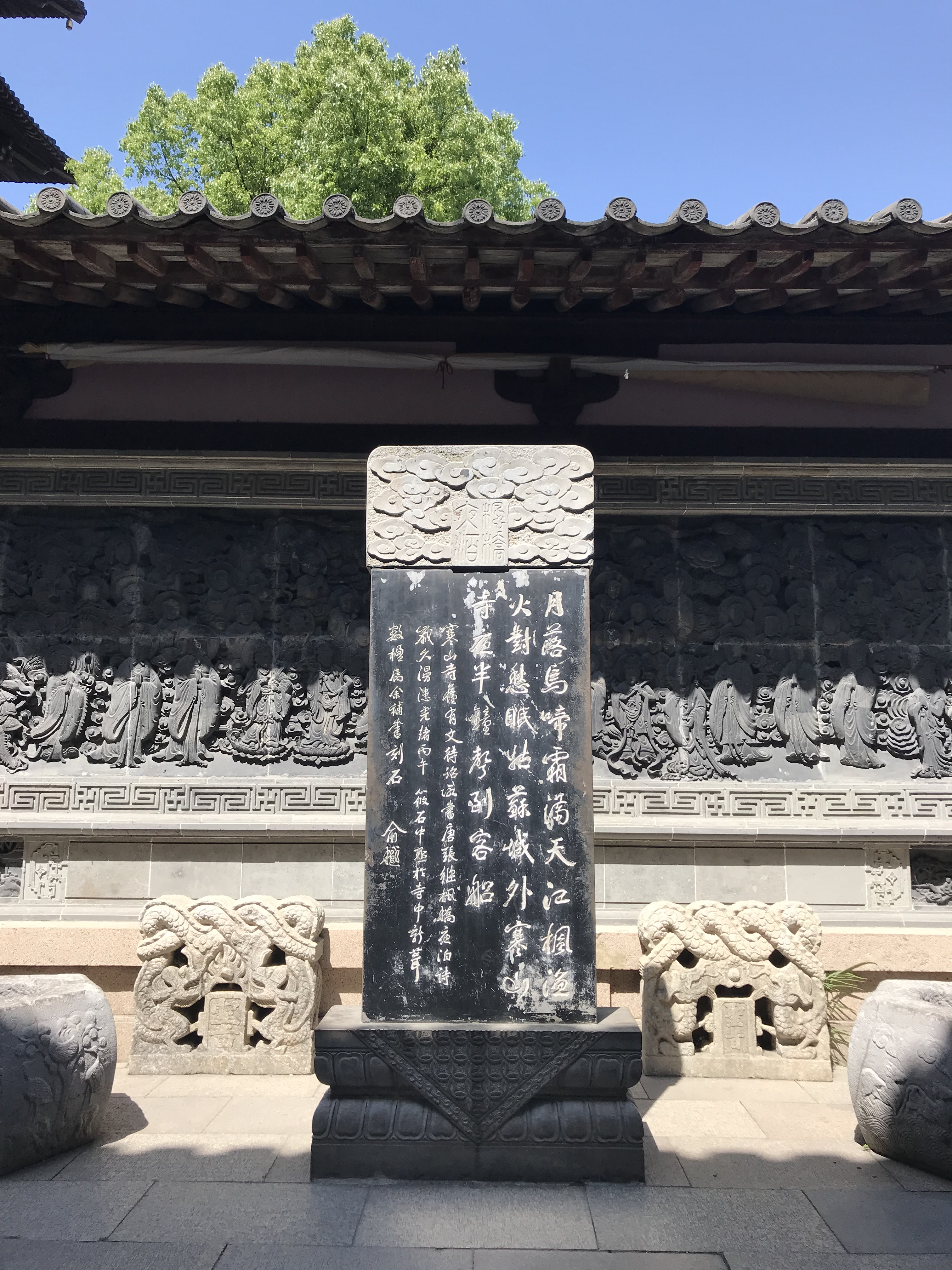
兪樾による詩碑

南宋以降、この詩によって楓橋と寒山寺は蘇州第一の詩跡としての名声を確立した。寒山寺には、明代に蘇州の文人である文徴明の筆による詩碑が建てられていたが、長年拓本を取られるうちに傷みが著しくなり、清末に大学者の兪樾によるものに建て替えられ、現在に至っている。兪樾の詩碑の拓本は、寒山寺の手頃な土産物として広く流布している。
今でも「月落烏啼」などの名句は、書家や声楽家から格好の題材として好まれている。

### 日本
『楓橋夜泊』ほど日本で親しまれている詩は少ない。
日本で『楓橋夜泊』が読まれるようになったのは、14世紀前半（南北朝時代）に中巌円月や観中中諦が『三体詩』を中国から日本へ持ち帰り講義するようになって以降である。特に唐詩のアンソロジーとして定番の『三体詩』と『唐詩選』の双方に収録されたことから室町時代より広く愛唱されるところとなった。
この詩は謡曲では『三井寺』や『道成寺』で引用されている。
1873年2月、台湾問題（宮古島島民遭難事件）の折衝にあたり日本は副島種臣を特命大使として北京に派遣した。副島の学者としての文名はつとに中国でも知られていたため、副島を迎えた席で清国の高官たちは「何か一筆」と副島に筆を勧め、副島はその場で以下の詩を詠んだ。
| 月落烏啼霜満天 | 月落ち 烏啼いて 霜天に満つ つきおち からすないて しもてんにみつ | 月が沈み、からすが鳴いて、冷たい霜の気配が暗い夜空に満ちわたる |
| 楓橋夜泊転凄然 | 楓橋夜泊 転たた凄然 ふうきょうやはく うたたせいぜん             | しかし楓橋での夜の泊りはひどくもの寂しい                       |
| 兵戈破却寒山寺 | 兵戈破却す 寒山寺 へいかはきゃくす かんざんじ                   | 戦火により寒山寺は焼け落ちて                                   |
| 複無鐘声到客船 | 複た鐘声の客船に到る無し またしょうせいのかくせんにいたるなし   | その鐘の音が客船に届くことも無くなってしまった                 |

副島が起句を書き始めると高官たちは「なんだ、定番の詩を知ったかぶりに書いて」と冷笑し、承句に至ると「おい間違ってるぞ！」と非難したが、副島が意に介さず結句まで書き上げると、阿片戦争や太平天国の乱の戦禍に苛まれた清国の窮状へ深く同情を寄せる詩意に「いや、さすがは日本の学者よ」としばし感嘆の声が上がったという。
清末の1906年に江蘇巡撫（長官）の陳夔竜が寒山寺を再建した際、日本で募った寄付により青銅の鐘が鋳造され、桜の木と共に寒山寺へ寄贈された。この青銅鐘には伊藤博文による以下の詩が刻まれ、現在は鐘楼の大鐘とは別に大雄宝殿（本堂）内に吊るされている。
| 姑蘇非異域 | 姑蘇は異域に非ず こそはいいきにあらず                     | 蘇州は遠い別世界ではない                   |
| 有路伝鐘声 | 路有りて 鐘声を伝う みちありて しょうせいをつたう         | 人の往来があり、その鐘の音が伝えられてきた |
| 勿説盛衰迹 | 説う勿れ 盛衰の迹を いうなかれ せいすいのあとを           | この地の盛衰を論じることはない             |
| 法灯滅又明 | 法灯 滅えて又た明らかなり ほうとう きえてまたあきらかなり | 一度は消えた法灯も、再び明々と灯っている   |

今でも上海から足を延ばして蘇州に行くならば寒山寺は定番の観光スポットであり、除夜の鐘の季節にはこの詩と鐘の音に惹かれた日本人観光客の姿が多く見られる。